# Institut de France
Institut de France er et fransk videnskabeligt selskab, der består af fem académies, hvoraf det mest kendte nok er Académie française. Instituttet blev grundlagt 25. oktober 1795 og administrerer i dag omkring 1.000 stiftelser samt museer og slotte, der er åbne for offentligheden. Desuden uddeler instituttet en række priser og stipendier.
Instituttet består af de fem akademier, et bureau, der fungerer som bestyrelse samt en administrativ enhed. Bureauet ledes af en præsident og en kansler. Kanslerembedet blev etableret i 1952, og siden 2005 har pris Gabriel de Broglie beklædt posten. Administrationen ledes af en præsident, der vælges for et år. Medlemmerne af instituttet er de samme som i akademierne. 

## Akademierne
- Académie française, dannet 1635, beskæftiger sig med fransk sprog
- Académie des inscriptions et belles-lettres, dannet 1663, humanistisk
- Académie des sciences, dannet 1666, naturvidenskab
- Académie des beaux-arts, dannet 1816, kunst og kultur
- Académie des sciences morales et politiques, dannet 1795, politik og moral